# Molnár István (vízilabdázó)
Molnár István (Galánta, 1913. január 5. – Budapest, 1983. július 1.) olimpiai bajnok vízilabdázó.

## Életpályája
1932-től az Ferencváros, majd 1945-től a Budapesti Vasas úszója és vízilabdázója volt. Nemzetközi szintű eredményeit vízilabdában érte el. 1934-től 1944-ig tízszer szerepelt a magyar válogatottban. Az 1936. évi nyári olimpiai játékokon tagja volt az olimpiai bajnoki címet szerzett magyar csapatnak. Az aktív sportolástól 1947-ben vonult vissza.
1934-től a Nemzeti Sportuszoda titkára, majd a második világháború után az OTSH (Országos Testnevelési és Sporthivatal) előadója volt. 1961-től az MTK-ban vízilabda szakoktató volt. 1962-ben a Fővárosi Elektromos Művek munkatársa lett. Közben 1953-tól haláláig  a Népstadion bemondójaként is dolgozott.

## Sporteredményei
- olimpiai bajnok (1936)
- Európa-bajnok (1938)
- kétszeres magyar bajnok (1944, 1947)
- Magyar kupa-győztes (1947)